# Chańcza (wieś)
Chańcza – wieś w Polsce, położona w województwie świętokrzyskim, w powiecie kieleckim, w gminie Raków.
Była wsią klasztoru cystersów jędrzejowskich w województwie sandomierskim w ostatniej ćwierci XVI wieku.
W latach 1954–1972 wieś należała i była siedzibą władz gromady Chańcza. W latach 1975–1998 miejscowość administracyjnie należała do województwa kieleckiego.
Chańcza jest punktem początkowym  zielonego szlaku turystycznego prowadzącego do Pielaszowa. Przez wieś przechodzi  żółty szlak turystyczny z Szydłowa do Widełek. Wieś rozciąga się równoleżnikowo wzdłuż bocznej drogi, prostopadłej do drogi wojewódzkiej nr 764, dochodzącej od wschodu do lasu, a od zachodu do jeziora Chańcza, nad którym znajduje się plaża. Znajduje się w niej m.in. zespół domków letniskowych.
W lesie obok wsi około 300-letni szypułkowy dąb Biskup, pomnik przyrody.
Tuż przed uchwyceniem przez Armię Czerwoną przyczółka sandomierskiego w zagrodzie Jana Raka w Chańczy odbyło się 23 lipca 1944 r.  pierwsze posiedzenie konspiracyjnej Kieleckiej Wojewódzkiej Rady Narodowej z udziałem około 30 delegatów, wśród których byli m.in. Józef Ozga Michalski, Józef Maślanka, Marian Baryła, Henryk Połowniak i Franciszek Kucybała.
W  XX rocznicę wspomniane wydarzenie zostało upamiętnione pomnikiem.
| SIMC    | Nazwa      | Rodzaj    |
| ------- | ---------- | --------- |
| 1017103 | Dwór       | część wsi |
| 0265320 | Kresy      | część wsi |
| 0265336 | Pod Łąkami | część wsi |
| 0265342 | Podlesie   | część wsi |

W latach 70. XX wieku przyporządkowano i opracowano spis lokalnych części integralnych dla Chańczy zawarty w tabeli 1.
| Nazwa wsi – miasta | Nazwy części wsi – miasta                  | Nazwy obiektów fizjograficznych – charakter obiektu |
| ------------------ | ------------------------------------------ | --- |
| I. Gromada CHAŃCZA |                                            | |
| 1. Chańcza         | 1. Dwór 2. Kresy 3. Pod Łąkami 4. Podlesie | 1. Chanieckie Lasy – las 2. Chojaczki – pole 3. Doły – pole 4. Dworskie – pole, łąka 5. Filipka – łąka 6. Góra – las 7. Górka – pole 8. Kresy – pole 9. Pastwiska – pole, krzaki 10. Pod Lasem – pole 11. Pod Mochą – las 12. Pod Nowakówką – pole 13. Pod Rakówką – las 14. Sapy – pole 15. Stachowa Łączyna – łąka leśna 16. Stokowa Góra – las 17. Wielgie Łąki – łąka 18. Za Rowem – łąka, pole 19. Zakręty – łąka leśna |

## Osoby związane z Chańczą
- Jan Rak – polski działacz ludowy, starosta buski. Urodzony w Chańczy w 1906 r.